# Adamantano
Adamantano (triciclo[3.3.1.13,7]decano) é um composto cristalino incolor, com odor semelhante ao da cânfora. Com fórmula C10H16, é um cicloalcano e também o mais simples dos diamantóides. Foi descoberto no petróleo em 1933. O seu nome deriva do grego adamantinos (relativo ao aço ou diamante), devido à sua estrutura semelhante à do diamante. O adamantano é o isómero mais estável de C10H16.

## Síntese
O adamantano foi sintetizado pela primeira vez por Vladimir Prelog em 1941. Um método mais conveniente foi descoberto por Schleyer em 1957, a partir do diciclopentadieno por hidrogenação seguida de rearranjo por catálise ácida.

## Usos
O adamantano não possui muitas aplicações diretas. É utilizado em algumas máscaras de gravuras secas.
Em espectroscopia de ressonância magnética nuclear de estado sólido, o adamantano é um padrão comum para a referenciação do desvio químico.
Em laseres corantes o adamantano pode ser utilizado para aumentar a vida útil do meio de amplificação; não pode ser fotoionizado sob atmosfera porque as suas faixas de absorção situam-se na região ultravioleta de vácuo do
espectro. As energias de fotoionização do adamantano e de outros diamantóides maiores foram determinadas recentemente.

## Derivados do adamantano
OS derivados do adamantano são úteis em medicina, por exemplo amantadina e rimantadina. Adamantanos condensados ou diamantóides foram isolados a partir de frações de petróleo, onde ocorrem em pequenas quantidades. Estas espécies são de interesse como aproximações moleculares da estrutura cúbica do diamante, terminadas com ligações C-H. O 1,3-deidroadamantano é um membro da família do propelano.
Devido à sua estabilidade, propriedades estéricas específicas e rigidez conformacional, o grupo 1-adamantilo é um substituinte em química orgânica e organometálica. Alguns dos primeiros carbenos persistentes continham substituintes de adamantilo.

## Análogos do adamantano
Muitas moléculas adotam estruturas em gaiola com estruturas adamantóides. Compostos deste tipo particularmente úteis incluem P4O6, As4O6, P4O10 (= (PO)4O6), P4S10 (= (PS)4S6), e N4(CH2)6.